# Forum voor Democratie
Forum voor Democratie (afgekort: FVD) is een Nederlandse politieke partij die zichzelf aanvankelijk omschreef als liberaal-conservatief, maar doorgaans als rechts-populistisch, nationalistisch, nativistisch en radicaal- of extreemrechts wordt beschouwd. De partij, geleid door Thierry Baudet, is met drie zetels vertegenwoordigd in de Tweede Kamer en met twee zetels in de Eerste Kamer.
FVD werd in 2015 opgericht als denktank door Thierry Baudet en Henk Otten en was actief tegenstander tijdens het Oekraïnereferendum. In de aanloop naar de Tweede Kamerverkiezingen in 2017 werd het een politieke partij die met twee zetels begon. In de jaren daarna groeide de partij en werd eenmaal de grootste partij bij de Provinciale Statenverkiezingen 2019. Daarna groeide FVD door tot de grootste ledenpartij van Nederland, maar verminderde het electorale succes. Zo leed de partij grote verliezen bij de Provinciale Statenverkiezingen 2023 ten opzichte van vier jaar daarvoor en behaalde ze in datzelfde jaar bij de Tweede Kamerverkiezingen nog slechts drie zetels.
Sinds de oprichting heeft de partij te maken gehad met meerdere interne conflicten, waarbij partijleden uit de partij stapten of werden gezet. Een aantal van deze conflicten hebben ook geleid tot afsplitsingen. Op landelijk niveau gaat het daarbij om de Groep Otten, JA21, Belang van Nederland en de fractie-Frentrop.

## Geschiedenis

### Denktank (2013-2016)
Forum voor Democratie is ontstaan uit een groep Nederlanders die begin 2013 pleitte voor een hernieuwd  referendum over de overdracht van bevoegdheden naar de Europese Unie. Hiertoe werd een comité opgericht dat een burgerinitiatief startte en handtekeningen verzamelde. Dit leidde tot een debat in de Tweede Kamer, waarin een meerderheid tegen dit voorstel voor referenda in geval van soevereiniteitsoverdracht stemde. Namens het burgercomité hield Thierry Baudet een inleiding waarin hij aan de Kamerleden uitlegde dat volgens hem de Tweede Kamer op het punt staat om haar kernbevoegdheden kwijt te raken en de Nederlandse bevolking op het punt staat om haar zelfbeschikking te verliezen.
Na afloop van deze stemming werd in 2015 Forum voor Democratie opgericht als denktank onder leiding van Baudet, dat echter ook een breder doel zou moeten dienen: de vernieuwing van de democratie in Nederland. In 2015 nam Baudet samen met Jort Kelder en Arno Wellens het initiatief tot een  parlementaire enquête rond de euro. Na de invoering van de Referendumwet nam FVD samen met partner GeenPeil deel aan het Nederlands referendum over de Associatieovereenkomst tussen de Europese Unie en Oekraïne.

### Deelname aan Tweede Kamerverkiezingen 2017
Als reactie op het vermeende negeren van de referendumuitslag, werd Forum voor Democratie per 1 september 2016 omgezet in een politieke partij, opgericht door Baudet, Henk Otten en Rob Rooken. De partij nam deel aan de Tweede Kamerverkiezingen van maart 2017, waarbij FVD twee zetels behaalde. Deze werden ingenomen door Baudet en Theo Hiddema.
Eind 2017 ontstonden er interne strubbelingen in de snel groeiende partij. Diverse prominente leden uitten hun ongenoegen over het vermeende gebrek aan interne democratie onder het bestuur van Otten. Dit leidde in februari 2018 tot het royement van oud-VVD-senator Robert de Haze Winkelman en zijn partner Betty Jo Wevers. Een week later stapte vanwege dezelfde kritiek Susan Teunissen, die als nummer drie op de kieslijst van 2017 stond, uit de partij. Kort daarna werden ook Gert Reedijk, Freek Jan Berkhout en Arthur Legger geroyeerd als lid, nadat zij eerder in een brief aan de leden voor meer interne democratie hadden gepleit. Eerder hadden uit onvrede over de koers van Baudet ook de partijprominenten Frank Ankersmit en partijsponsor Kees Eldering de partij de rug toegekeerd. Ook medeoprichter Arno Wellens wilde anno 2017 niets meer met de partij te maken hebben.

### Provinciale Statenverkiezingen en afsplitsingen
Nadat de partij bij de Provinciale Statenverkiezingen 2019 de meeste stemmen kreeg, hield Thierry Baudet een overwinningstoespraak. Baudet sprak onder andere van "duurzaamheidsafgoderij" en "klimaathekserij", oikofobie en het tegengaan van "ongecontroleerde migratie". Ook gebruikte hij de beladen term 'boreaal'.
In het begin van 2019 ontstond er een intern conflict toen bleek dat de positie van Otten als penningmeester had geleid tot financiële malversaties en diverse uitkeringen van gelden zonder intern overleg, hetgeen door zijn medebestuursleden Baudet en Rooken "een greep in de kas" werd genoemd. Otten had in zijn functies als penningmeester en bestuurslid afzonderlijk toegang tot de financiën en ledenadministratie van de partij en blokkeerde toelating van andere bestuursleden.
Later bleek uit bankafschriften dat er slechts enkele honderden euro's op de partijrekening stonden, hetgeen enige tijd leidde tot een liquiditeitscrisis. Dit had tot gevolg dat er ontoereikende bedragen beschikbaar waren voor de campagne voor de verkiezingen voor het Europees Parlement. Daarnaast bleek dat Otten zonder overleg diverse bedragen uit de partijkas had overgemaakt voor gedane werkzaamheden, waaronder een betaling van €30.250 aan zichzelf, €145.000 aan zijn assistent Robert Baljeu en €9.860 aan zijn minnares. Hiddema sprak van een "vertrouwensbreuk" en Otten werd gedwongen terug te treden als penningmeester en medewerker van de Tweede Kamerfractie. Wel bleef hij aan als lijsttrekker voor de Eerste Kamer.

#### Groep Otten
Kort daarvoor had Otten in een interview met NRC Handelsblad openlijk kritiek geuit op Baudet, die hij verweet de partij te veel naar rechts te trekken, waarna het interne conflict naar buiten werd gebracht. Otten werd daarop geroyeerd en ging zelfstandig verder als de Groep Otten (GO). Vier Provinciale Statenleden sloten zich aan bij GO. Op 20 augustus sloten ook Eerste Kamerleden Dorien Rookmaker en Jeroen de Vries zich aan bij GO, die aanvankelijk door Otten op de kandidatenlijst geplaatst waren.

#### JA21
Eind november 2020 ontstond er wederom een intern conflict binnen de partij. Aanleiding waren gelekte app-gesprekken bij de jongerenorganisatie van FVD (JFVD), die racistisch en antisemitisch waren. Baudet trok zich op 24 november terug als voorzitter en lijsttrekker voor de verkiezingen. Ook Hiddema en Cliteur trokken zich terug als lid van respectievelijk de Tweede en Eerste Kamer. Baudet kwam een dag later echter terug op zijn beslissing en kondigde een leiderschapsverkiezing aan. Meerdere prominenten kandidaten beschuldigden Baudet vervolgens van antisemitisme tijdens een teambuilding-uitje. Het bestuur besloot uiteindelijk een ledenstemming uit te schrijven over de vraag of Baudet mocht blijven als partijleider, die plaatsvond op 3 en 4 december. Baudet mocht volgens 76% van de stemmers aanblijven als partijleider. Vanaf de onthullingen over de gelekte app-gesprekken stapten er vertegenwoordigers uit de partij, wat in een stroomversnelling kwam na nieuwe onthullingen en de uitslag van de leiderschapsverkiezing. Op landelijk niveau stapte de hele Europese delegatie uit de partij en stapten zeven van de twaalf leden uit de Eerste Kamerfractie en vormden de fractie-Van Pareren. Een groot deel van deze vertegenwoordigers sloten zich uiteindelijk aan bij JA21, opgericht door Annabel Nanninga en Joost Eerdmans.

#### BVNL
Tijdens de coronacrisis stond FVD in toenemende mate kritisch tegenover de ernst van de coronacrisis en de proportionaliteit van de coronamaatregelen. Met dit als campagnethema wist de partij ondanks de conflicten van het voorgaande jaar acht zetels te halen bij de Tweede Kamerverkiezingen van 2021.
Rond 5 mei 2021 ontstond er ophef over de vergelijking die onder meer FVD trok op een poster tussen de coronamaatregelen en de bezetting van Nederland in de Tweede Wereldoorlog. Onder meer FVD-Kamerlid Van Haga nam afstand van deze boodschap. Voormalig VVD'er en onafhankelijk Tweede Kamerlid Wybren van Haga had zich in 2020 bij de FVD-fractie in de Tweede Kamer aangesloten maar stapte onder meer vanwege deze poster in 2021 samen met Hans Smolders en Olaf Ephraim uit de Tweede Kamerfractie. Enkele maanden later richtten zij een nieuwe FVD-afsplitsing op, Belang van Nederland (BVNL).

### Stabilisatie en uitbouw

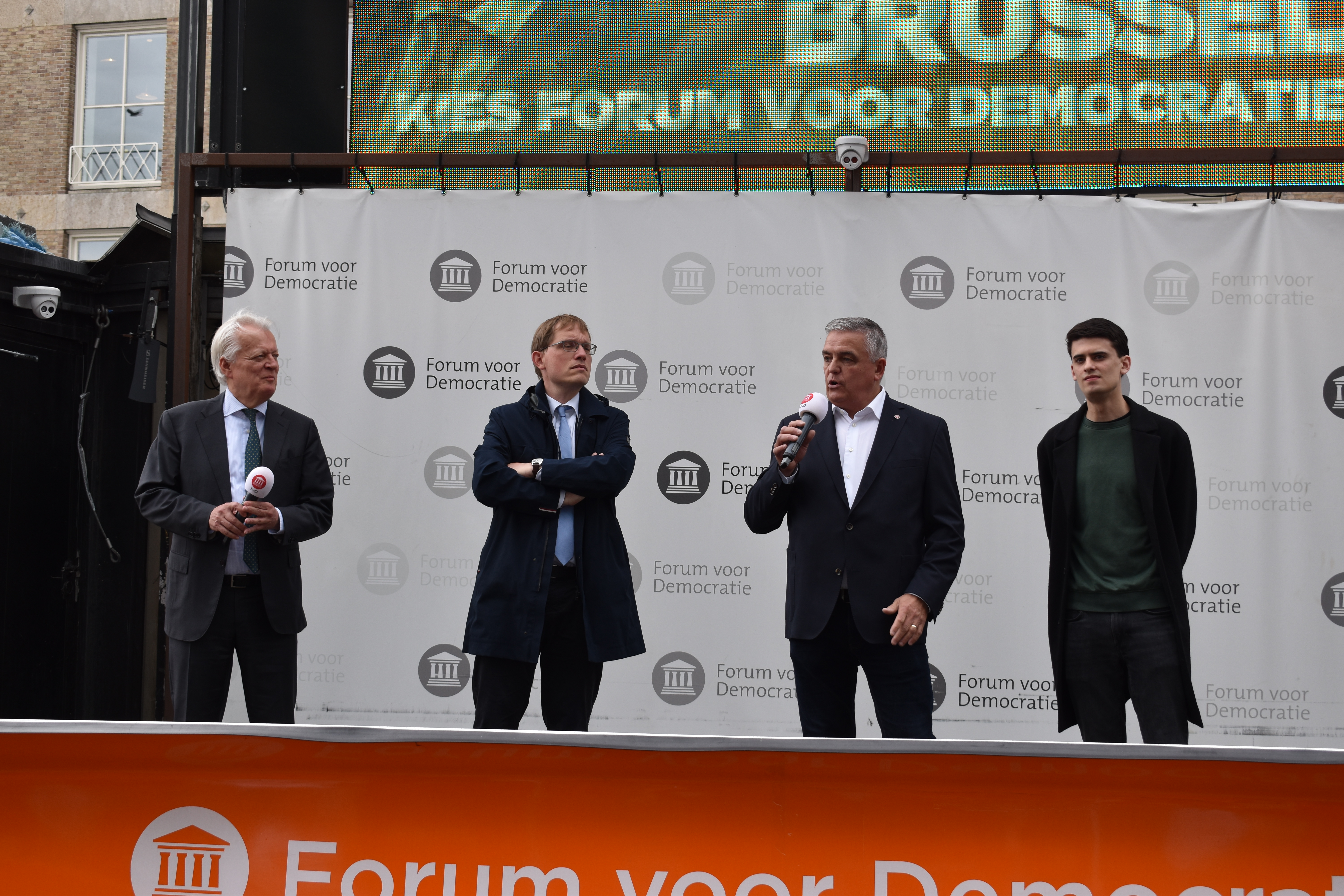
FVD-politici in Eindhoven tijdens de campagne voor de Europese verkiezingen van 2024

Sinds de afsplitsing van JA21 en BVNL is de partij steeds meer geradicaliseerd. Ook de benoeming van het met extreemrechts flirtende Tweede Kamerlid en ex-JFVD-leider Freek Jansen tot penningmeester van de partij in november 2021 wordt gezien als een symptoom van een radicalere rechtse koers.
Bij de Provinciale Statenverkiezingen 2023 verloor de partij flink in vergelijking met de verkiezingen vier jaar eerder, waar de partij in 2019 nog 86 zetels had behaald. FVD bleef in elke provincie vertegenwoordigd, maar hield er in 2023 nog slechts vijftien over. In de daaropvolgende Eerste Kamerverkiezingen van mei behaalde FVD twee zetels.
In april 2023 werd bekend dat er volgens een aantal oud-medewerkers zowel bij de fractie als op het partijkantoor van het FVD sprake was van een onveilige, intimiderende en toxische werksfeer, racisme, antisemitisme, vrouwenhaat en homohaat. Volgens voormalig persvoorlichter Tom Gorny had dit voor een deel te maken met het excessieve drankgebruik van Baudet, die hierdoor onberekenbaar, intimiderend en soms gewelddadig werd.
Ondertussen bouwde FVD de partij uit met het lanceren van de ForumApp waar ondernemers en leden van elkaars diensten gebruik kunnen maken en de wekelijkse talkshow Forum Inside. Op 14 september 2023 presenteerde FVD haar kandidatenlijst voor de Tweede Kamerverkiezingen van 22 november 2023 met in de top de zittende FVD-parlementariërs. De partij behaalde drie zetels, waarmee alleen Baudet, Jansen en Gideon van Meijeren hun zetel behielden.
Op 20 januari 2024 lanceerde FVD een nieuwe afdeling in Vlaanderen, waarmee ze wilde meedoen aan de Europese verkiezingen in juni 2024. De partij haalde niet genoeg handtekeningen om op de Vlaamse stembiljetten te komen. In Nederland kreeg de partij niet genoeg stemmen voor een zetel, waardoor FVD uit het Europarlement verdween.

## Organisatie

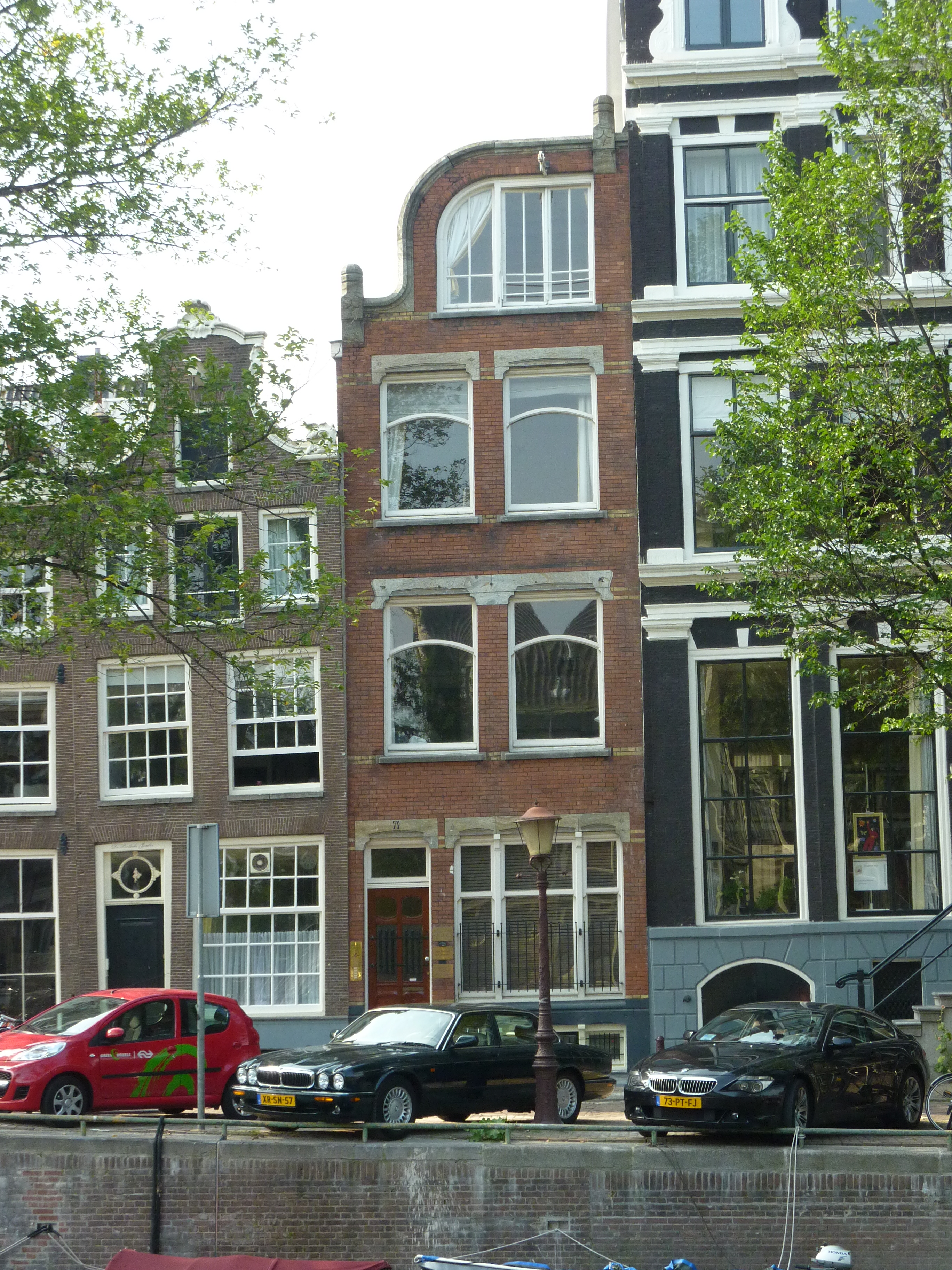
Hoofdkantoor van Forum voor Democratie, gevestigd op de Herengracht te Amsterdam

De vereniging "Forum voor Democratie" is gevestigd te Amsterdam, net als de stichting "Forum for Democracy International".
Binnen Forum voor Democratie is de algemene vergadering het hoogste orgaan. Hier wordt het politieke beleid besproken, met name van de fracties in de Eerste en Tweede Kamer der Staten-Generaal en de delegatie in het Europees Parlement. Ook kunnen op deze vergadering resoluties over het politieke beleid en organisatorische zaken worden aangenomen. Daarnaast bevestigen of wijzigen de leden op deze vergadering het verkiezingsprogramma. De leden verkiezen tevens de lijsttrekkers en leiders voor de fracties in de Tweede Kamer en het Europees Parlement. Daarnaast stellen de leden de kandidatenlijsten vast.

### Partijbestuur
Forum voor Democratie wordt geleid door het partijbestuur. De leden van het partijbestuur zijn Thierry Baudet (voorzitter), Freek Jansen (penningmeester) en Joris van den Oetelaar (secretaris).

### Raad van advies
In de begintijd als partij had Forum voor Democratie een raad van advies, met als leden (niet per se gelijktijdig) voormalig VVD-senator Robert de Haze Winkelman, rechtsfilosoof Paul Cliteur, strafpleiter (later Kamerlid) Theo Hiddema, geschiedfilosoof Frank Ankersmit, bierbrouwer Harry Meens, Edmond Fokker van Crayestein, bankier Hugo Berkhout en politicoloog Arnout Maat. In maart 2017 werd deze echter weer opgeheven, zonder ooit te hebben gefunctioneerd.

### Jongerenorganisatie
De Jongerenorganisatie Forum voor Democratie, JFVD, werd op 30 maart 2017 opgericht als de politieke jongerenorganisatie van FVD en is gericht op mensen tussen de 14 en 27 jaar. De vereniging zei anno 2019 ruim 4000 leden te hebben.

### Wetenschappelijk bureau
Het Renaissance Instituut is het wetenschappelijk bureau van Forum voor Democratie. Het bureau geeft opdracht tot het uitvoeren van wetenschappelijke studies over maatschappelijke kwesties.

### Forum Inside/Outside
Op 3 oktober 2022 lanceerde FVD de eerste live-uitzending van Forum Inside op het FVD-YouTubekanaal dat gepresenteerd wordt door Baudet, vaste gast Dekker en telkens een tafelgast. De eerste aflevering werd bekeken door ruim 70.000 kijkers. In het weekend van 9 en 10 september 2023 organiseert FVD een eigen festival nabij Huis De Voorst in Eefde met ondernemers uit de ForumApp, live muziek en sport.

### Vlaamse tak
Op 20 januari 2024 lanceerde FVD een nieuwe afdeling in Vlaanderen. Het bestuur van de Vlaamse tak is in handen van Nederlanders, Baudet is de voorzitter. FVD wilde meedoen aan de Europese Parlementsverkiezingen van 9 juni 2024. Bedoeling was dat Nederlander Marcel de Graaff de Vlaamse kandidatenlijst zou trekken. De partij haalde niet genoeg handtekeningen om op de Vlaamse stembiljetten te komen.
De Vlamingen op de Europese kandidatenlijst, Simon Decraecker en Steven Devos, startten daarna de partij "Samen voor Democratie" (SVD), met het oog op de lokale verkiezingen van oktober 2024. Deze partij diende kandidatenlijsten in voor de gemeenteraad in Brugge, Ieper, Laakdal, Nieuwpoort, Oostende, Wevelgem en Wuustwezel en voor de provincieraad in het arrondissement Antwerpen. Sommige kandidaten waren eerder verkozen voor Vlaams Belang. SVD haalde nergens een zetel.

### Ledental
De ledenaantallen van FVD zijn hoog. Over het aantal leden per 1 januari 2019 bestaan echter twijfels, zowel bij de accountant als bij het Documentatiecentrum Nederlandse Politieke Partijen.
| Jaar | Aantal leden |
| ---- | ------------ |
| 2017 | 1.863        |
| 2018 | 22.884       |
| 2019 | 30.674       |
| 2020 | 43.716       |
| 2021 | 45.322       |
| 2022 | 58.890       |
| 2023 | 61.284       |
| 2024 | 61.633       |
| 2025 | 60.163       |

Bron: Forum voor Democratie - ledentallen (Documentatiecentrum Nederlandse Politieke Partijen)

### Achterban
De achterban van FVD wordt grotendeels gevormd door voormalige VVD- en PVV-aanhang, voor wie de VVD te mild is op de gebieden Europese Unie en immigratie, maar de PVV te hard van toon is. Naast het VVD-electoraat peilde EenVandaag dat FVD kiezers over het hele politieke spectrum naar zich toe trekt, maar onderzoek laat zien dat dit wel vaak kiezers met sterke populistische houdingen zijn. Het grootste aandeel kiezers komt naast de VVD en PVV van CDA en SP. Een minderheid komt uit de oude achterban van GroenLinks, D66, 50PLUS en Partij voor de Dieren. FVD trekt niet alleen kiezers van bestaande partijen. 5% van de stemgerechtigden die niet stemde bij de Tweede Kamerverkiezingen in 2017 stemde nu op Forum voor Democratie.
In christelijke kringen zijn er ook bepaalde groeperingen met sympathie voor Forum voor Democratie.
In november 2017 onthulde de Volkskrant dat FVD kan rekenen op steun van het extreemrechtse 'studiegenootschap' Erkenbrand, dat aanvankelijk ook de interesse van Baudet had. Baudet en FVD distantieerden zich van de beweging, maar hielden daarbij geheim dat Baudet een dinerbijeenkomst had gehad met de rassentheoreticus Jared Taylor, die door Erkenbrand naar Nederland was gehaald. Ook onder de online Alt-right-beweging is de partij populair.
Bepaalde personen binnen Forum voor Democratie zijn meer conservatief ingesteld, andere zijn meer pragmatisch of conservatief-liberaal. Een deel van Forum voor Democratie heeft volgens een artikel van Het Financieele Dagblad ook affiniteit met het libertarische gedachtegoed.

## Standpunten

### Economie en belastingen
Forum voor Democratie is een economisch neo-liberale partij die staat voor 'meer dynamiek' in de economische sector. Hierbij streeft Forum voor Democratie naar een kleinere overheid, minder regulering en meer bescherming van nationale bedrijven. Daarnaast wil Forum de schenkbelasting, erfbelasting en de kinderbijslag na het tweede kind afschaffen.

### Directe democratie
De partij is voorstander van directe democratie en pleit voor invoering van bindende referenda, volksinitiatieven, een direct gekozen burgemeester en een direct gekozen minister-president. De partij is ook voorstander van een regering bestaande uit apolitieke experts, een technocratisch- of zaken kabinet, en vindt dat topambtenaren opnieuw moeten solliciteren voor hun positie wanneer een nieuw kabinet wordt gevormd.

### Veiligheid en defensie
Forum voor Democratie is voorstander van zwaardere straffen voor geweldsdelicten, zedendelicten en recidivisten en van berechting van niet-genaturaliseerde immigranten in hun land van herkomst. De partij pleitte in haar programma van 2017 voor een verhoging van het defensiebudget naar 2% van het BBP (gelijk aan de NAVO-norm die vier jaar eerder was afgesproken en door Trumps ambassadeur in Nederland Pete Hoekstra werd herhaald op een Forum-congres in 2019). Na de inval van Rusland in Oekraïne in 2022, die FvD als een proxy-oorlog tussen NAVO en Rusland beschouwt, wil men volgens het partijprogramma het NAVO-lidmaatschap heroverwegen met een referendum, al stelt Ralph Dekker in 2023 dat Nederland de NAVO zo snel mogelijk moet verlaten. Ook het verhogen van de defensie-uitgaven koppelt men aan het stoppen van militaire steun aan Oekraïne, al zijn die vanaf de eerste steun al van elkaar gescheiden. Forum voor Democratie is verder voor meer investeringen in de Nederlandse defensie-industrie, een betere betaling van personeel, meer waardering voor veteranen en meer aandacht voor PTSS bij veteranen van buitenlandse missies. Verder wilde men in 2019 nog een versterking van de Nationale Reserve. In 2017 was de partij nog voor een (oud-)militair als Minister van Defensie, conform haar voorkeur voor een zakenkabinet.

### Immigratie
Forum is voorstander van een strikter nationaal immigratiebeleid. Daarnaast pleit de partij voor opvang van asielzoekers in de regio - zo vraag men op voorhand geen potentiële Gazaanse vluchtelingen toe te laten - en een actief uitzetbeleid van illegalen, waarbij illegaliteit strafbaar wordt gesteld. Forum veronderstelt dat de instroom van migranten, maar ook reeds toegelaten migranten en hun gezinsvorming, leidt tot omvolking en pleit naast het terugdringen van immigratie ook voor remigratie door middel van financiële prikkels. Ook is het voorstander van het opzeggen van het VN-Vluchtelingenverdrag. Forum is voorstander van een 'Wet bescherming Nederlandse waarden'. Het pleit ook voor uitbreiding van de marechaussee ten behoeve van grenscontroles.

### Israël
FvD was in het Israëlisch-Palestijns conflict aanvankelijk voorstander van onvoorwaardelijke steun aan Israël, omdat het volgens de partij een bondgenoot, een succesvolle handelsnatie en een democratie is. De partij stelt zich hierin echter neutraal op sinds de in 2023 begonnen oorlog tussen Israël en Hamas, waarbij ze kritiek uit op beide kanten.

### Soevereiniteit en Europese Unie
Forum voor Democratie is voorstander van het verstevigen van nationale soevereiniteit. De partij pleit voor een bindend referendum over de uittreding van Nederland uit de Europese Unie, een zogenoemde Nexit, waarbij FVD de voorkeur heeft voor de Nexit en het uit de Eurozone stappen. Ook wil de partij de bevolking laten beslissen over het deelnemen aan een Europees leger en een Europees immigratie- en asielbeleid. Daarnaast wil de partij een heroverweging van internationale handelsverdragen.

### Klimaat en duurzaamheid
Forum voor Democratie is klimaatsceptisch en ontkent de wetenschappelijke consensus aangaande klimaatverandering. Baudet stelde dat het klimaatakkoord de Nederlandse burger 1000 miljard euro zou gaan kosten, terwijl andere berekeningen op een lager bedrag uitkomen.
De partij is tegenstander van windturbines en zonneweiden in het Nederlandse landschap en is voorstander van onderzoek en innovatie naar nucleaire energie, thoriumonderzoek in het bijzonder. Forum pleit voor meer steun en waardering voor de agrarische sector en wil zowel de biologische als de gangbare landbouw ondersteunen.
Forum voor Democratie is tegen vermindering van de maximale snelheid op snelwegen, een maatregel die inging tijdens de stikstofcrisis om de bouw tijdelijk van hun verplichtingen te ontzien.

### Coronacrisis
Aan het begin van de coronacrisis bepleitte FVD een complete lockdown, later was ze tegen corona-maatregelen. De partij noemde in 2021 de coronacrisis een complot. De door FVD'ers gemaakte vergelijking van het coronabeleid met de Holocaust op de dag van de dodenherdenking leidde tot discussie en vervolgens een afsplitsing; drie Tweede Kamerleden waaronder Wybren van Haga verlieten de partij. In september 2021 verloor de partij een kort geding tegen YouTube - Google Inc. in Ierland over de verwijdering van beeldmateriaal dat daarop betrekking had. Het betrof twee video's die waren geüpload en door YouTube werden verwijderd omdat er sprake zou zijn van het verspreiden van medische desinformatie.

### Abortus
Forum voor Democratie was tot 2019 verdediger van de bestaande abortuswet, zo stemde men in 2017 mee met moties die informatievoorziening over abortus toegankelijker moesten maken en stemde men voor de motie om de steun aan SheDecides voort te zetten nadat Trump de steun voor NGO's die abortus faciliteren introk. In een essay uit 2019, waarin Thierry Baudet het boek Sérotonine van Michel Houellebecq besprak, schreef hij al wel kritisch over abortus in geval van het nastreven van een carrière bij vrouwen. Maar in het debat van 2022, over het afschaffen van de bedenktijd van vijf dagen, nam men een meer conservatief standpunt in. Wat Forum voor Democratie betreft is abortus een tragedie en, indien er geen sprake is van een verkrachting, incest, levensgevaar voor de moeder of een ernstige afwijking bij het ongeboren kind, onmenselijk. Tijdens dat debat diende men ook een amendement in die vrouwen verplichtte om naar een echo te kijken alvorens tot abortus over te gaan en men verwees daarvoor naar de situatie in sommige staten van de Verenigde Staten. Ook diende FvD een motie in om de termijn waarop nog overgegaan kon worden tot abortus van 24 naar 18 weken te verlagen.

## Volksvertegenwoordiging

### Tweede Kamer
| Verkiezingsjaar | Lijsttrekker   | Kandidatenlijst | Aantal stemmen | % van de stemmers | Aantal behaalde zetels |
| --------------- | -------------- | --------------- | -------------- | ----------------- | ---------------------- |
| 2017            | Thierry Baudet | Kandidatenlijst | 187.162        | 1,78              | 2 / 150                |
| 2021            | Thierry Baudet | Kandidatenlijst | 523.083        | 5,02              | 8 / 150                |
| 2023            | Thierry Baudet | Kandidatenlijst | 232.963        | 2,23              | 3 / 150                |

FVD heeft tot op heden geen deel uitgemaakt van enig kabinet.

### Eerste Kamer
| Verkiezingsjaar | Lijsttrekker  | Kandidatenlijst | Aantal stemmen | % van de stemmen | Aantal behaalde zetels |
| --------------- | ------------- | --------------- | -------------- | ---------------- | ---------------------- |
| 2019            | Henk Otten    | Kandidatenlijst | 27.473         | 15,87            | 12 / 75                |
| 2023            | Johan Dessing | Kandidatenlijst | 4.866          | 2,72             | 2 / 75                 |

### Europees Parlement
| Verkiezingsjaar | Lijsttrekker    | Kandidatenlijst | Aantal stemmen | % van de stemmers | Aantal behaalde zetels |
| --------------- | --------------- | --------------- | -------------- | ----------------- | ---------------------- |
| 2019            | Derk Jan Eppink | Kandidatenlijst | 602.507        | 10,96             | 3 / 26 - 4 / 29        |
| 2024            | Ralf Dekker     | Kandidatenlijst | 155.187        | 2,49              | 0 / 31                 |

### Provincies
| Provincie     | Zetels 2019 | Zetels 2023 |
| ------------- | ----------- | ----------- |
| Groningen     | 5 van 43    | 1 van 43    |
| Friesland     | 6 van 43    | 1 van 43    |
| Drenthe       | 6 van 41    | 1 van 43    |
| Overijssel    | 6 van 47    | 1 van 47    |
| Flevoland     | 8 van 41    | 2 van 41    |
| Gelderland    | 8 van 55    | 1 van 55    |
| Utrecht       | 6 van 49    | 1 van 49    |
| Noord-Holland | 9 van 55    | 2 van 55    |
| Zuid-Holland  | 11 van 55   | 2 van 55    |
| Zeeland       | 5 van 39    | 1 van 39    |
| Noord-Brabant | 9 van 55    | 1 van 55    |
| Limburg       | 7 van 47    | 1 van 47    |
| Nederland     | 86 van 570  | 15 van 572  |

### Gemeenten
| Jaar | Stemmen | %    | Zetels |
| ---- | ------- | ---- | ------ |
| 2018 | 20.015  | 0,3% | 3      |
| 2022 | 76.720  | 1,2% | 48     |

Forum voor Democratie nam bij de Nederlandse gemeenteraadsverkiezingen 2018 alleen deel in Amsterdam, waar de partij onder aanvoering van Annabel Nanninga drie zetels haalde. In april 2020 werd Anton van Schijndel uit de fractie gezet en ging verder als de Liberaal-Conservatieve Fractie. In december 2020 stapten de resterende raadsleden uit de landelijke partij en gingen verder als de Onafhankelijke Raadsfractie (ORF). Hierdoor kwam Van Schijndel weer in de genade van Baudet en werd hij wederom de vertegenwoordiger van FVD in de Amsterdamse gemeenteraad.
Bij de herindelingsverkiezingen van 24 november 2021 behaalde FVD in de vier gemeenten samen zeven zetels. Forum voor Democratie heeft bij de gemeenteraadsverkiezingen 2022 deelgenomen in vijftig gemeenten. De partij haalde 48 zetels, alleen in Almere, Lelystad en Hoogeveen werd meer dan één zetel gehaald (in alle drie gemeenten twee zetels). Op 23 november 2022 werden tussentijdse gemeenteraadsverkiezingen gehouden in Brielle, Hellevoetsluis en Westvoorne dat werd samengevoegd tot Voorne aan Zee waar FVD 1 zetel haalde.

### Hoogheemraadschap
FVD heeft nooit meegedaan met waterschapsverkiezingen, maar is sinds september 2023 met één zetel vertegenwoordigd in het college van hoofdingelanden (CHI) van hoogheemraadschap Hollands Noorderkwartier, omdat Theo Kwakman als CHI-lid van BVNL overstapte naar FVD.